# Arby's
Arby's je společnost provozující řetězec rychlého občerstvení. Byla založena 23. července 1964 v ohijském Boardmanu, Forestem a Leroylem Raffelem. Řetězec má ústředí v Sandy Springs v Georgii. V roce 2015 provozovala firma více než 3300 restaurací.

## Produkty
Řetězec nese motto We have the meats (My máme masa). Specializuje se na sendviče, saláty, hranolky, cibulové kroužky, bramborové placky a ledový čaj.

## Působení
Řetězec momentálně působí v 6 státech a to v USA, Kanadě, Kataru, Turecku, Kuvajtu a Spojených arabských emirátech. V minulosti působil například v Austrálii, Mexiku, Brazílii, Chile, Japonsku, Nizozemsku, Polsku, Spojeném království, Egyptě, Indonésii, na Filipínách, v Malajsii či Portugalsku a v dalších zemích. V současnén době (2018) plánuje řetězec návrat do Egypta.